# Эрленбах (Цюрих)
Эрленбах (нем. Erlenbach ZH) — коммуна в Швейцарии, в кантоне Цюрих.
Входит в состав округа Майлен. Население составляет 5112 человек (на 31 декабря 2007 года). Официальный код — 0151.